# Far Away (Ayumi Hamasaki)
Far Away è un brano musicale della cantante giapponese Ayumi Hamasaki, pubblicato come suo quindicesimo singolo il 17 maggio 2000. Il brano è il secondo estratto dall'album Duty ed è arrivato alla seconda posizione della classifica Oricon dei singoli più venduti in Giappone vendendo un totale di 510 460 copie.

## Tracce
CD Maxi AVCD-30118
Testi e musiche di Ayumi Hamasaki, Kazuhito Kikuchi e D.A.I.
1. Far away
2. Far away (Crafty Remix)
3. Far away (Main Radio Mix)
4. appears (Junior's Club Mix)
5. Far away (HΛL'S Mix 2000)
6. Far away (Ocean View Remix)
7. End roll (da urban maesto mix)
8. Far away (Huge mutual-tried mix)
9. Far away (Pop 'e.a.' Mix II)
10. Far away (Dub's Mute & Feedback Remix)
11. Far away (Instrumental)

Durata totale: 61:34

## Classifiche
| Classifica (2000)           | Posizione più alta |
| --------------------------- | ------------------ |
| Oricon Weekly Singles Chart | 2                  |